# Achim Oberg
Achim Oberg (* 1972 in Stadtoldendorf) ist ein deutscher Soziologe.

## Leben
Er studierte Wirtschaftsinformatik an der Universität Mannheim und der Universität St. Gallen und promovierte in Organisationssoziologie an der Friedrich-Schiller-Universität Jena bei Peter Walgenbach und Alfred Kieser. Seit 2020 ist er Professor (W3) für Soziologie, insbesondere Digitale Sozialwissenschaft an der Universität Hamburg.
Seine Forschungsschwerpunkte sind Digital Social Science, Neo-Institutionalismus und soziale und semantische Netzwerkanalyse.

## Schriften (Auswahl)
- Usability in Germany. Abschlussbericht. Mannheim 2017.
- mit Dominika Wruk und Indre Maurer (Hgg.): Perspectives on the sharing economy. Newcastle upon Tyne 2019, ISBN 978-1-5275-3512-1.
- mit Indre Maurer und Johanna Mair (Hgg.): Theorizing the sharing economy. Variety and trajectories of new forms of organizing. 2020, ISBN 1-78756-180-1.